# 支票

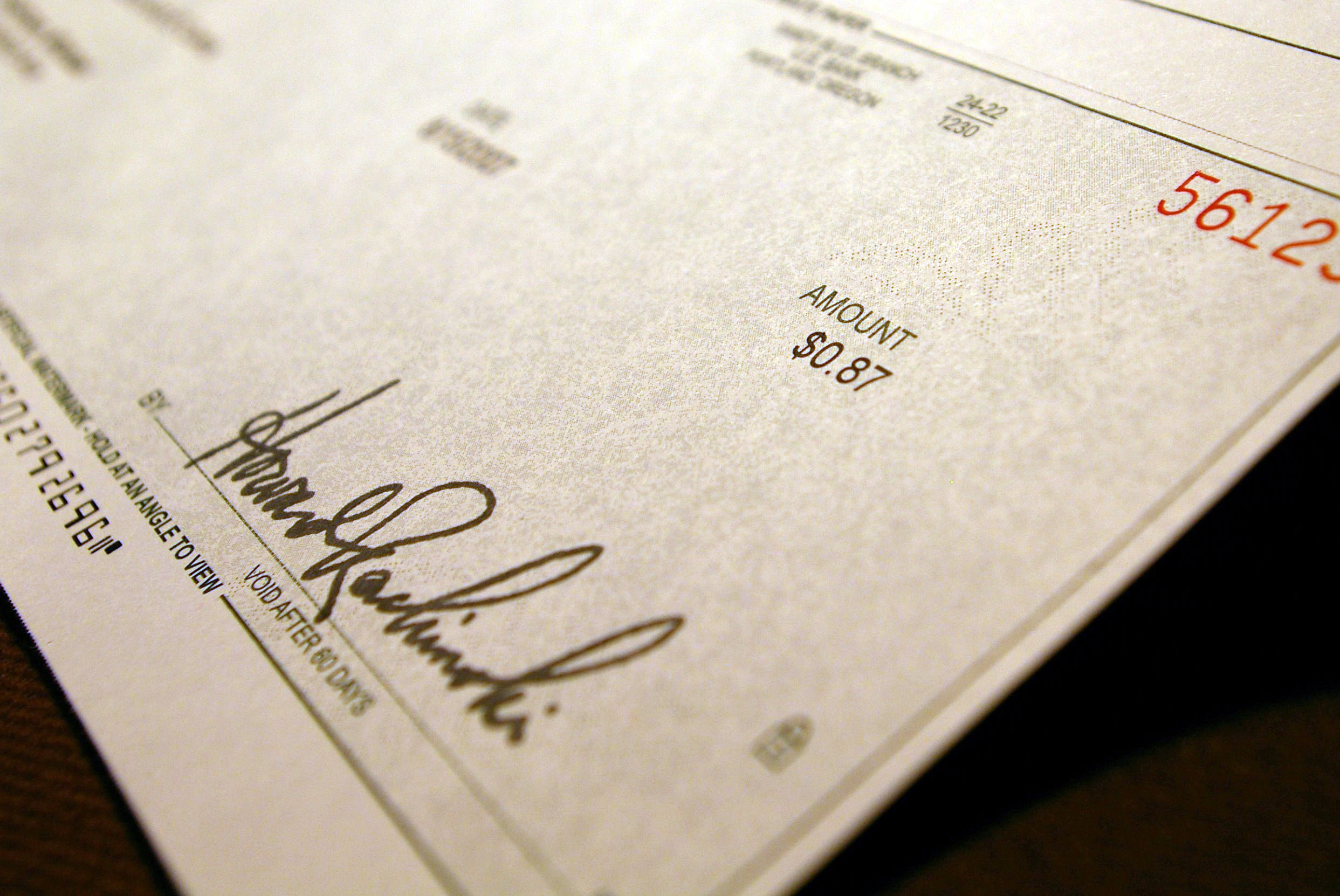
带签名的支票。

支票是一種以金融業者為付款人的即期票據，可以看作汇票的特例。
中華民國《票據法》第4條第1項則規定：「稱支票者，謂發票人簽發一定之金額，委託金融業者於見票時，無條件支付與受款人或執票人之票據。」
中華人民共和國的《票据法》第81条，将支票定义为：「支票是出票人签发的，委托办理支票存款业务的银行或者其他金融机构在见票时无条件支付确定的金额给收款人或者持票人的票据。」

## 必要项目

### 中華民國
根據《中華民國票據法》第125條第1項，支票的應記載事項為：
1. 表明其為支票之文字
2. 一定之金額
3. 付款人之商號
4. 受款人之姓名或商號
5. 無條件支付之委託
6. 發票地
7. 發票年、月、日
8. 付款地

### 中国大陆
根據《中华人民共和国票据法》第84條，支票必须记载下列事项：
1. 表明“支票”字样
2. 无条件支付的“委托”
3. 确定的金额
4. 付款人名称
5. 出票日期
6. 出票人签章

## 背書行為
1. 背書指支票執票人在票據背後簽名並轉讓票據權利於他人之行為[2]。
2. 當票據兌現遭拒絕時，票據債權人可以向背書人請求付款[3]，即為「追索權」。
3. 有些支票有「禁止背書轉讓」的字句，只有支票上記載的領款人才能夠兌現（取出資金），其他人都不能兌現[4]。
4. 支票如果沒註明「禁止背書轉讓」，即使無任何人背書，還是可以進行轉讓（需支票上無記載收款人），這種稱為「無因票據」，只要向銀行提示支票，銀行就會從發票人戶頭支付這張票款。（這種常被應用在洗錢的行為上，也就是發票人與實際的收款人，很難建立關聯性，而洗錢的贓款則在支票轉讓的過程中被洗走。）

## 分类
支票有不同分類方式，以下此種分類法為其中之一：
1. 普通支票：持票人既可以凭票提取现金，也可以进行银行转账。
2. 现金支票/来人支票：收款人不記名，任何持票人都可以从银行提取现金。除非付款人（例如銀行）事先得知該支票已經報失或止付，否則按國際銀行法協定，付款人不能拒付或遲付。
3. 转账支票/划线支票：在普通支票劃两道平行线，持票人只可以进行银行转账，不得提取现金。
4. 保付支票：付款銀行於支票上記載「照付」或「保付」或其他同義字樣並簽名後，由付款銀行保證付款，發票人及背書人免除其責任。

## 有效期
中華民國：中華民國《票據法》第136條規定，支票發票日起一年內皆屬有效。
 香港：香港銀行發出的支票，由簽發支票日起的六個月內都是有效的。
 中国大陆：中华人民共和国《票据法》第91条规定，支票的持票人应当自出票日起十日内提示付款；异地使用的支票，其提示付款的期限由中国人民银行另行规定。超过提示付款期限的，付款人可以不予付款；付款人不予付款的，出票人仍应当对持票人承担票据责任。